# Jules Hoüel
Guillaume-Jules Hoüel (Thaon, França, 7 de abril de 1823 – Périers, 14 de junho de 1886) foi um matemático francês. Entrou na Escola Normal Superior de Paris em 1843 e obteve um doutorado em 1855 na Sorbonne. Foi procurado por Urbain Le Verrier no Observatório de Paris, mas decidiu retornar a Thaon para estudar. em 1859 começou a lecionar em Bordeaux.
Em 1863 Hoüel expressou suas dúvidas sobre a verificabilidade do postulado das paralelas de Euclides.
Em 1867 Hoüel publicou traduções de duas publicações fundamentais sobre geometria não euclidiana: de Nikolai Lobachevsky Geometrical Studies on the Theory of Parallels e de János Bolyai Science of Absolute Space.
Hoüel publicou uma obra em quatro volumes com o título Théorie Élémentaire des Quantités Complexes. O volume quatro, publicado em 1874, começa com uma discussão das propriedades de operações algébricas (comutatividade, associatividade, distribuição e inversas)  usou a álgebra de quaterniões e versores para descrever trigonometria esférica. Contudo, em 1890 Peter Guthrie Tait revelou sua insatisfação com as mudanças de Hoüel com textos que Tait o forneceu. Tait escreveu:
The earliest offender in this class was the late M. Hoüel who, while availing himself of my permission to reproduce, in his Théorie Élémentaire des Quantités Complexes, large parts of this volume, made his pages absolutely repulsive by introducing fancied improvements in the notation.
Em 1876 Hoüel revisou um livro texto sobre quaternions em russo escrito por Romer (1868).